# Pic de Setut
Pic de Setut är en bergstopp i Andorra, på gränsen till Spanien. Den ligger i den sydöstra delen av landet. Toppen på Pic de Setut är 2 867 meter över havet.
Den högsta punkten i närheten är 2 905 meter över havet, öster om Pic de Setut.
Trakten runt Pic de Setut består i huvudsak av kala bergstoppar och gräsmarker.